# Holyhead
Holyhead (kymriska Caergybi, "St. Cybis fort") är en ort och community i nordvästra Wales. Det är den största orten i grevskapet och kommunen Anglesey. Befolkningen uppgick till 11 431 invånare vid folkräkningen 2011. Orten ligger inte på själva ön Anglesey, utan på Holy Island, som har broförbindelse med huvudön. Även om Llangefni är mycket mindre, är det fortfarande öns administrativa centrum. 
Centrum ligger runt St. Cybis kyrka, som är byggd inuti det enda romerska fortet i Europa med bara tre murar - den fjärde muren var havet, som då nådde fram till fortet. Romarna byggde också ett fyrtorn på toppen av Holyhead Mountain, inuti Mynydd y Twr, en förhistorisk fästning. Området har den största koncentrationen av spår efter förhistoriska bostäder, gravkammare och megalitiska monument i Storbritannien. 
Holyhead är mest känd för sin färje- och frakthamn. Stena Line har sitt huvudkontor i området. Bland färjelinjerna är den till Dublins hamnstad Dún Laoghaire den mest kända; den är den viktigaste förbindelsen från centrala och norra England till Irland. Postrutten från London som blev anlagd av Thomas Telford i början av 1800-talet var viktig för etablerandet av Holyhead som hamnstad.
Ortens betydelse som maritimt center hade sin höjdpunkt på 1800-talet, då en cirka 4 km lång vågbrytare byggdes. Den gav en säker hamn på den stormiga sjövägen till Liverpool och industrihamnarna i Lancashire. 
Den viktigaste industrin i Holyhead är nu baserad på aluminium. Rio Tinto's Anglesey Aluminium driver ett aluminiumverk i utkanten av staden, och det finns också ett bauxitraffinaderi i närheten. Det importeras bauxit och aluminiumoxid från Jamaica och Australien genom hamnen i Holyhead. Ett transportband går under staden från hamnen till fabrikerna så att man slipper vägtransporter. 
Holyhead var värd för de nationella Eisteddfoden 1927.